# Nakaszidze-Charron
Nakaszidze-Charron – pierwszy rosyjski samochód pancerny. Skonstruowany w 1905 roku przez oficera rosyjskiej armii, Michaiła Nakaszidze. Prototyp wykonano w zakładach Société Charron, Girardot & Voigt w Puteaux we Francji. Został on przetestowany podczas manewrów w lecie 1906 roku. Później zamówiono we Francji jeszcze 10 pojazdów tego typu, ale tylko 8 z nich dotarło do Rosji. Dwa pozostałe zostały zarekwirowane przez władze niemieckie podczas tranzytu przez Cesarstwo Niemieckie.
Samochód pancerny Nakaszidze-Charron był pojazdem czterokołowym. Pojazd napędzany był czterocylindrowym silnikiem benzynowym o mocy 35,5 KM. Opancerzenie pojazdu miało grubość 3 mm. Jedynym uzbrojeniem był karabin maszynowy kalibru 7,62 mm umieszczony w obrotowej wieży.